# رودسايد أتراكشنز
رودسايد أتراكشنز (بالإنجليزية: Roadside Attractions)‏. هي شركة إنتاج أمريكية، مختصة في توزيع وإنتاج الأفلام المستقلة، يقع مقرها في لوس أنجلوس، وتأسست سنة 2003 على يد هاورد كوهين وإريك داربيلوف. بدأت الشركة أعمالها في أواخر عام 2003. اشترت شركة ليونزغيت إنترتاينمنت جزءا من أسهم الشركة سنة 2007.

## الأفلام
- الطريق إلى غوانتانامو (بالإنجليزية: The Road to Guantanamo)‏.
- الخليج (بالإنجليزية: The Cove)‏.
- أنا أحبك فيليب موريس (بالإنجليزية: I Love You Phillip Morris)‏.
- مانشستر باي ذا سي (بالإنجليزية: Manchester by the Sea)‏، فاز الفيلم بجائزتي أوسكار: أفضل ممثل (كيسي أفليك)، و أفضل سيناريو أصلي (كينيث لونيرغان).
- الجدار (بالإنجليزية: The Wall)‏.
- الولد الوحيد في نيويورك (بالإنجليزية: The Only Living Boy in New York)‏.

## وصلات خارجية
- رودسايد أتراكشنز على موقع IMDb (الإنجليزية)
- رودسايد أتراكشنز على موقع IMDb (الإنجليزية)

- الموقع الرسمي